# Caucalièira
Caucalièira (en francès Caucalières) és un municipi francès situat al departament del Tarn i a la regió d'Occitània. Limita al nord-oest amb Castres, al nord amb La Garriga i Val Durenca, a l'oest amb La Bruguièira a l'est amb Pairin e Aut Montel i al sud amb Aigafonda.

## Demografia
| 1962                                       | 1968 | 1975 | 1982 | 1990 | 1999 | 2007 |
| ------------------------------------------ | ---- | ---- | ---- | ---- | ---- | ---- |
| 230                                        | 238  | 213  | 206  | 245  | 303  | 324  |
| Des de 1962: població sense dobles comptes |      |      |      |      |      |      |

## Administració
| Període | Identitat          | Partit |
| ------- | ------------------ | ------ |
| 2001-   | Jean-Michel Arjona |        |